# Hello, Dolly!
Hello, Dolly! è un film di Gene Kelly del 1969, basato sull'omonimo musical di Broadway.

## Trama
Una giovane e attraente vedova di nome Dolly non si rassegna alla morte del marito. Affascinante e vivace, Dolly si trasforma in un'agenzia matrimoniale e, con la scusa di combinare incontri romantici, si metterà alla ricerca di un nuovo marito. Solo dopo una lunga serie di romantiche e divertenti disavventure, Dolly riuscirà a trovare il vero amore.

## Colonna sonora
Nessuna delle canzoni che Herman scrisse per il film, vale a dire Just Leave Everything to Me e Love is Only Love, originariamente scritte per la versione teatrale di Mame, ma mai eseguite, furono citate.

## Riconoscimenti
- 1970 - Premio Oscar
  - Migliore scenografia a John DeCuir, Jack Martin Smith, Herman A. Blumenthal, Walter M. Scott, George James Hopkins e Raphael Bretton
  - Miglior sonoro a Jack Solomon e Murray Spivack
  - Miglior colonna sonora a Lennie Hayton e Lionel Newman
  - Nomination Miglior film a Ernest Lehman
  - Nomination Migliore fotografia a Harry Stradling Sr.
  - Nomination Migliori costumi a Irene Sharaff
  - Nomination Miglior montaggio a William Reynolds
- 1970 - Golden Globe
  - Nomination Miglior film commedia o musicale
  - Nomination Migliore regia a Gene Kelly
  - Nomination Miglior attrice in un film commedia o musicale a Barbra Streisand
  - Nomination Miglior attrice non protagonista a Marianne McAndrew
  - Nomination Migliore attrice debuttante a Marianne McAndrew
- 1970 - Premio BAFTA
  - Nomination Miglior attrice protagonista a Barbra Streisand
  - Nomination Migliore fotografia a Harry Stradling Sr.
  - Nomination Migliore scenografia a John DeCuir[1]

## Citazioni e riferimenti
Un chiaro riferimento al film appare nel lungometraggio d'animazione WALL•E.